# Zbigniew Wrona
Zbigniew Wrona (ur. 21 maja 1961 w Limanowej) – polski prawnik, radca prawny i urzędnik państwowy, w latach 2007–2011 podsekretarz stanu w Ministerstwie Sprawiedliwości.

## Życiorys
Ukończył studia na Wydziale Prawa i Administracji UJ (1985). W latach 1985–1987 odbył aplikację sądową w Sądzie Wojewódzkim w Krakowie. W 1989 zdał egzamin radcowski. W 1994 uzyskał stopień naukowy doktora nauk prawnych na Uniwersytecie Jagiellońskim na podstawie napisanej pod kierunkiem Zbigniewa Dody rozprawy zatytułowanej Postępowanie nakazowe w polskim procesie karnym (de lege lata i de lege ferenda). Pracował jako asystent i następnie adiunkt w Katedrze Postępowania Karnego UJ (1985–1999). Wykładał również w Krakowskiej Szkole Wyższej im. Andrzeja Frycza Modrzewskiego w Krakowie.
W latach 1989–1996 był czynnym radcą prawnym. W latach 1996–1997 był zastępcą dyrektora Biura Prawnego i Departamentu Prawno-Organizacyjnego Ministerstwa Spraw Wewnętrznych i Administracji. W latach 1998–2007 zajmował stanowisko dyrektora Departamentu Prawnego MSWiA. Został zastępcą redaktora naczelnego „Przeglądu Sejmowego”.
Od 20 listopada 2007 do 19 grudnia 2011 pełnił funkcję podsekretarza stanu w Ministerstwie Sprawiedliwości. Od czerwca 2012 do września 2013 był dyrektorem Biura Analiz Sejmowych Kancelarii Sejmu, następnie został dyrektorem Biura Organizacyjnego Najwyższej Izby Kontroli.
W 2003 został odznaczony Złotym Krzyżem Zasługi.